# Diocèse de Kiev-Jytomyr
Le diocèse de Kiev-Jytomyr (en latin : Dioecesis Kioviensis-Zytomeriensis) est un diocèse catholique d'Ukraine de rite latin de la province ecclésiastique de Lviv des Latins dont le siège est situé à Kiev, dans l'oblast de Kiev. L'évêque actuel est Vitaliy Kryvytskyi (en), depuis 2017.

## Historique
Le diocèse de Kiev a été érigé en 1321. Le siège de Kiev a d'abord été occupé par des évêques missionnaires avant qu'ils se fixent à Kiev. Le diocèse fait alors partie de la province ecclésiastique de Jytomyr.
Le diocèse est renommé diocèse de Kiev-Tchernigov en 1638.
Avec la deuxième partage de la Pologne, en 1793, cinq diocèses catholiques sont entrés dans la souveraineté de l'Empire russe, à savoir, le diocèse de Kiev, le diocèse de Kamianets (Karmieniec), le diocèse de Loutsk (Lutsk, Łuck), le diocèse de Livonie et le diocèse de Vilno. Après le troisième partage de la Pologne, Catherine II a supprimé le siège de Kiev, ainsi que les quatre autres, en 1795, bien que par le traité de Grodno, de 1793, l'Empire russe s'était engagé à maintenir le statu quo vis-à-vis de l'Église catholique. En même temps que ces diocèses étaient supprimés, l'Empire russe prenait possession d'une partie de leurs biens. L'empereur Paul Ier a restauré quatre de ces diocèses — Kamianets, Loutsk, Vilno et Livonie, ce dernier sous le nom de Samogitie — et remplacé le diocèse de Kiev par celui de Minsk le 17 novembre 1798. Ces diocèses ont été placés suffragants de l'archidiocèse de Moguilev fondé en 1772 par Catherine II sans l'accord du pape Clément XIV. Le pape Pie VI a finalement accepté cette modification le 15 avril 1783 par la bulle papale Onerosa pastoralis officii par laquelle il se réservait la création d'autres diocèses dans une province ecclésiastique catholique romaine qui allait de la mer Baltique à l'océan Pacifique. Le pape Pie VI, par la bulle Maximis undique pressi datée de sa prison de la chartreuse de Galluzzo de Florence, le 15 novembre 1798, a rétabli le diocèse de Kiev, mais à la demande des autorités russes, le siège est transféré à Jitomir pour éviter qu'aucun évêque catholique ne dispute le siège de Kiev à l'évêque orthodoxe. 
Le 8 août 1798 est érigé le diocèse de Loutsk et Jitomir.
À la suite des discussions avec l'empereur Alexandre Ier, le pape Pie VII a précisé la circonscription des diocèses du royaume de Pologne érigés à la suite du congrès de Vienne et mis sous la protection de la Russie dans la bulle Ex impositâ nobis du 28 juin 1818.
Après la défaite de l'insurrection polonaise de 1861-1864, Alexandre II a décidé de supprimer le diocèse de Kaminets par le décret du le 5 juin 1866 et de former le diocèse de Loutsk, Jitomir et Kamianets-Podilsky.
Après la Première Guerre mondiale et le traité de Versailles, la Pologne retrouve son indépendance avec la fondation de la Deuxième république de Pologne. Kiev fait d'abord partie de la République populaire d'Ukraine, puis de l'Union des républiques socialistes soviétiques. Le 22 septembre 1918, le diocèse de Loutsk, Jitomir et Kamianets-Podilsky est divisé en deux parties en recréant le diocèse de Kamianets-Podilsky. 
Le 28 octobre 1925, le diocèse de Loutsk-Jitomir est divisé en érigeant le diocèse de Loutsk et le diocèse de Jitomir.
Le pape Jean-Paul II décide de restaurer les diocèses en Ukraine le 16 janvier 1991. Il nomme un nouvel évêque pour le diocèse de Jytomyr (nouvel orthographe), Jan Purwinski. Le 22 novembre 1998, le diocèse de Jytomyr a pris le nom de diocèse de Kiev-Jytomyr.
Le 4 mai 2002, le pape Jean-Paul II a décidé de modifier la répartition géographique des diocèses et l'érection de deux nouveaux diocèses catholiques. Le diocèse de Kamianets-Podilsky et le diocèse de Kiev-Jytomyr ont perdu des paroisses pour permettre l'érection du diocèse de Kharkiv-Zaporijia et le diocèse d'Odessa-Simferopol.

## Territoire
Le diocèse comprend les oblasts de Tcherkassy, Tchernihiv, Kiev et Jytomyr.
Le territoire couvre 110 700 km², et il est divisé en 147 paroisses (en 2023).

## Églises principales

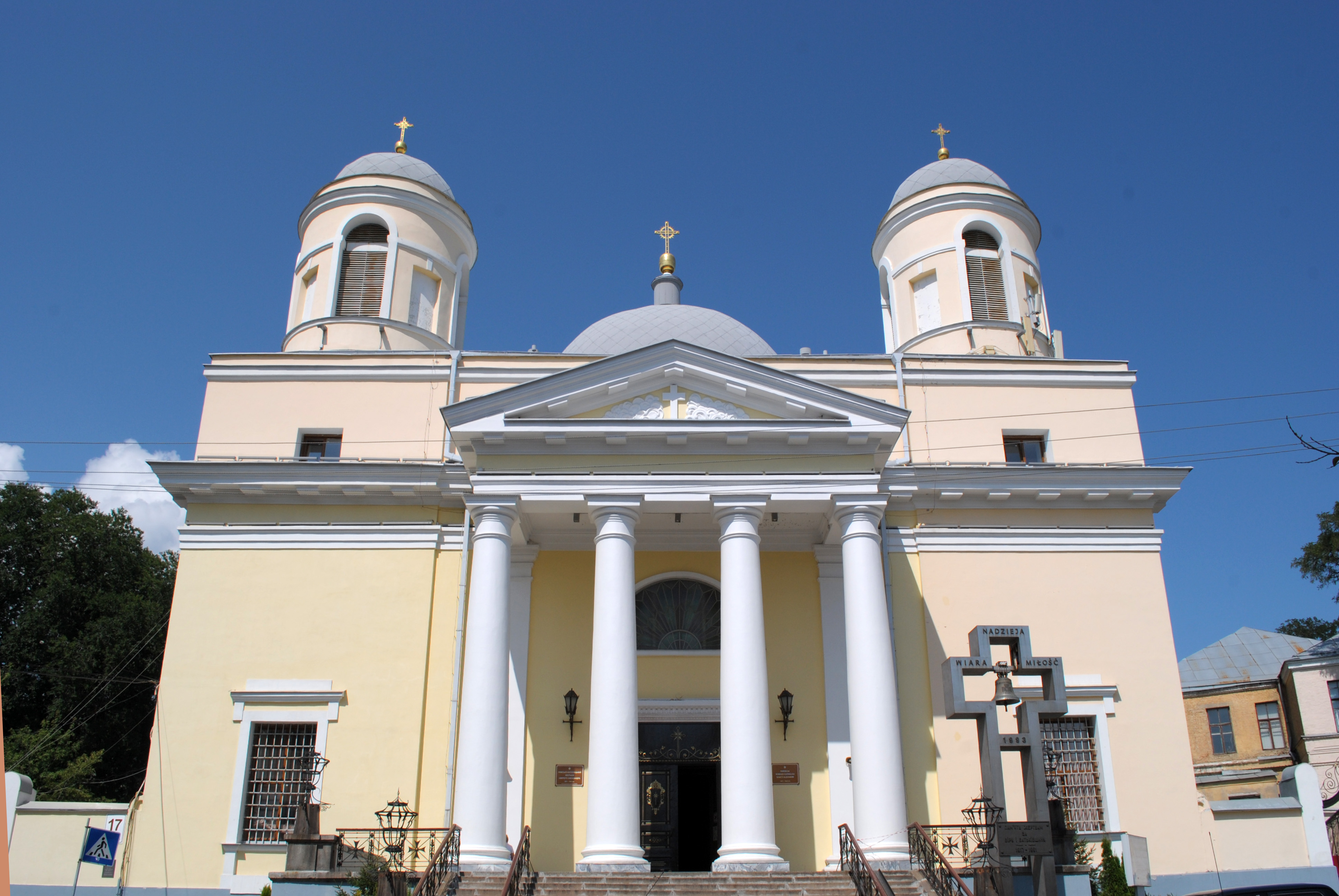
La cathédrale Saint-Alexandre de Kiev.

Le diocèse possède deux églises principales : le siège du diocèse est la cathédrale Saint-Alexandre (it) de Kiev nommée en hommage à l'empereur Alexandre Ier qui autorisa sa construction, et l’église Sainte-Sophie de Jytomyr qui est une cocathédrale. L’église Saint-Nicolas de Kiev est l'ancienne cathédrale du diocèse.
On trouve sur le territoire du diocèse le monastère des Carmes déchaux de Berdytchiv, duquel l’église de l’Immaculée-Conception est reconnue sanctuaire national dédié à Marie en patronne de l’Ukraine par la Conférence des évêques catholiques romains d’Ukraine depuis le 27 octobre 2011,.

## Évêques

### Évêques de Kiev
- Henryk (O.P.), nommé le 15 décembre 1320 jusqu'à sa mort en 1350[12],[13],[14],
- Jakub (O.P.), nommé vers 1350, mort en 1386,
- Philippus, vers 1387
- Mikołaj (O.P.),
- Borzysław (O.P.),
- Andrzej, en 1397, mort en 1434,
- Michael Trestka, nommé le 19 novembre 1410[15],
- Stanislaus Nicolai de Budzow, nommé le 13 février 1430,
- Stanislaus Martini, nommé le 19 novembre 1431[16],
- Jan, mort en 1466,
- Klemens, mort en 1473,
- Joannes, nommé le 29 octobre 1477,
- Michael de Leopoli (O.P.), nommé le 22 juin 1487,
- Bartholomaeus Solozuyky, nommé le 25 mai 1495,
- Jan Philip Wyczi, nommé le 4 juillet 1520 jusqu'à sa mort en 1526[17],
- Nicolas Wilgaito, nommé le 1er juin 1526 jusqu'au 15 février 1532, puis évêque de Samogitie jusqu'à sa mort en 1532[18],
- Jerzy Gizyki (Talat), nommé le 1er mai 1532, mort en 1533,
- Franciszek de Lwów, nommé le 11 février 1534 jusqu'à sa mort en 1546
- Jan Andruszewicz, nommé le 27 août 1546 jusqu'au 13 avril 1556, puis évêque de Loutsk et Volodymyr (Vladimir) jusqu'à sa mort en 1567[19],
- Ivan Soltan, nommé en 1555 jusqu'en ? ,
- Mikołaj Pac, de 1557 jusqu'à sa mort en 1585[20],
- Józef Wereszczyński, nommé le 5 juin 1592 jusqu'à sa mort en 1599[21],[22],
- Krzysztof Kazimirski, nommé le 5 mai 1599 jusqu'à sa mort le 15 juin 1618[23],[24],
- Bogusław Radoszewski, du 17 janvier 1619 jusqu'au 6 juin 1633, puis évêque de Loutsk jusqu'à sa mort en 1638[25],
- Andrzej Szołdrski , élu en 1633, nommé le 9 janvier 1634 jusqu'au 13 août 1635, puis évêque de Przemyśl, nommé le 21 juillet 1636 évêque de Poznań jusqu'à sa mort le 1er avril 1650[26].

### Évêques de Kiev-Tchernihiv
- Aleksander Sokołowski, du 21 juillet 1636 jusqu'à sa mort le 9 mai 1645[27],
- Stanisław Zaremba (O. Cist.), du 23 avril 1646 jusqu'à sa mort le 3 août 1653,
- Jan Leszczyński, nommé le 21 avril 1655 jusqu'au 10 janvier 1656, puis évêque de Chełmno jusqu'à sa mort en 1657[28],
- Tomasz Wieyski (Ujejski) (S.J.), nommé le 3 avril 1656 jusqu'à sa démission le 12 juin 1679[29],
- Jan Stanisław Witwicki , nommé le 12 juin 1679 jusqu'au 25 mai 1682, puis évêque de Loutsk (Lutsk, Łuck), ensuite évêque de Poznań du 24 novembre 1687 jusqu'à sa mort le 4 mai 1698[30],
- Andrzej Chryzostom Załuski, du 15 novembre 1683 jusqu'au 15 octobre 1692, puis évêque de Płock jusqu'au 6 juin 1698, ensuite évêque de Warmie (Ermland) jusqu'à sa mort le 1er mai 1711[31],
- Mikołaj Stanisław Święcicki, nommé le 25 février 1697 jusqu'au 18 mai 1699, puis évêque de Poznań jusqu'à sa mort en 1709[32],
- Jan Paweł Gomoliński, nommé le 30 mars 1700 jusqu'à sa mort en septembre 1714[33],
- Walenty Maciej Arcemberski, nommé le 29 mai 1715 jusqu'à sa mort en 1717[34],
- Jan Joachim Tarło (S.J.), du 5 décembre 1718 jusqu'au 15 mars 1723, puis évêque de Poznań du 15 mars 1723 jusqu'à sa mort le 13 août 1732[35],
- Samuel Jan Ożga, du 27 septembre 1723 jusqu'à sa mort le 19 avril 1756,
- Kajetan Ignacy Sołtyk, du 19 avril 1756 jusqu'au 12 février 1759, évêque titulaire d'Emmaüs (de) en 1749 jusqu'en 1756, puis évêque de Cracovie le 12 février 1759 jusqu'à sa mort le 30 juillet 1788[36],
- Józef Andrzej Załuski, nommé le 24 septembre 1759 jusqu'à sa mort le 7 janvier 1774,
- Franciszek Kandyd Ossoliński (pl) (O.F.M. Conv.), du 7 janvier 1774 jusqu'à sa mort le 7 août 1784, évêque titulaire de Dardanie (de)[37],
- Kasper Kazimierz Cieciszowski (de), du 7 août 1784 jusqu'au 17 novembre 1798, évêque titulaire de Theveste (de) en 1775, puis évêque de Loutsk et Jytomyr après la suppression de l'évêché de Kiev-Tchernihiv, jusqu'au 23 juin 1828, enfin archevêque de Moguilev jusqu'au 28 avril 1831[38].

### Évêques de Jytomyr, puis de Kiev-Jytomyr
- Jan Purwiński, du 16 janvier 1991 jusqu'à son retrait le 15 juin 2011. Il a été d'abord évêque de Jytomyr entre le 16 janvier 1991 jusqu'au changement de nom du diocèse pour celui de diocèse de Kiev-Jytomyr, le 22 novembre 1998.
- Petru Herkulan Malchuk (O.F.M.), du 15 juin 2011 jusqu'à sa mort le 27 mai 2016, archevêque à titre personnel.
- Vitaliy Kryvytskyi (en) (S.D.B.), depuis le 30 avril 2017.

- Évêques auxiliaires :
  - Stanislav Szyrokoradiuk (O.F.M.), du 26 novembre 1994 jusqu'au 12 avril 2014,
  - Vitaliy Skomarovskyi, du 7 avril 2003 jusqu'au 12 avril 2014, administrateur apostolique, du 31 mai 2016 jusqu'au 24 juin 2017.